# Museu Louisiana d'Art Modern
El Museu Louisiana d'Art Modern és un museu situat a la vora de l'Øresund a Humlebæk, a 35 quilòmetres al nord de Copenhaguen, Dinamarca. És el museu d'art més visitat de Dinamarca amb una àmplia col·lecció permanent d'art modern i art contemporani, que va des de la Segona Guerra Mundial fins a l'actualitat, així com un ampli programa d'exposicions especials. El museu és també considerat una fita en l'arquitectura moderna danesa per la síntesi que crea entre l'art, l'arquitectura i el paisatge.
El museu està inclòs en el llibre de Patricia Schultz 1000 Llocs per veure abans de morir

## Història
El nom del museu té el seu origen en el primer propietari de la finca, Alexander Brun, que va batejar la villa amb el nom de Louisiana en record de les seves tres esposes que es deien Louise. El museu va ser creat l'any 1958 per Knud W. Jensen, propietari en aquell moment. Knud W. Jensen es va posar en contacte amb els arquitectes Vilhelm Wohlert i Jørgen Bo que es van passar uns mesos voltant per la propietat per tal de decidir com podria casar una nova construcció amb el paisatge. Aquest estudi va donar lloc a la primera versió del museu que constava de tres edificis connectats per corredors de vidre. Des de llavors ha estat ampliat diverses vegades fins a arribar a la seva forma circular actual de 1991.

## Col·leccions

### Art Modern
El museu compta amb una àmplia mostra de pintures d'art modern, escultures i vídeos que van des de la Segona Guerra Mundial fins als nostres dies, amb obres d'artistes com Roy Lichtenstein, Andy Warhol, Anselm Kiefer, Alberto Giacometti, Pablo Picasso, Yves Klein, Robert Rauschenberg i Asger Jorn. Els vídeos són sovint allotjats en habitacions decorades on es fa que l'espectador se senti part de l'escena que es mostra. Situat sobre el mar, hi ha un jardí d'escultures entre les dues ales del museu amb obres d'artistes com Henry Moore, Alexander Calder i Jean Arp.

### Col·lecció Wessel-Bagge
A més de la col·lecció d'art modern, Louisiana, també mostra un recull d'art precolombí. Consta de més de 400 objectes. La col·lecció va ser una donació de la Fundació Wessel-Bagge l'any 2001. Es tracta de la col·lecció personal deixat pel danès Niels-Wessel Bagge que era un ballarí i coreògraf danès, col·leccionista d'art que vivia a Califòrnia i va morir el 1990.

### Vídeo
Sovint, una gran part molt important de les obres amb major potencial visual de la col·lecció del museu roman emmagatzemada. Ocupen poc espai, però quan surten al públic les sales es plenen quasi per complert. Es tracta de les col·leccions de cinema i videoart, bucles digitals sense quasi extensió fins que el projector els augmenta sombre una paret blanca o en una caixa negra. No hi ha dubte que l'aparició del videoart en els 70 i 80 està relacinoada amb la popularització generalitzada de la televisió, de la mateixa manera que la generació anterior v recórrer al còmic i la publicitat com a fot d'inspicació en la seva pintura. Avui dia s'utilitza tot el que hi ha, ja que no tanta normativa com abans; és mes, la normativa es que no n'hi ha.
Les videocreacions poden explicar una història, poden crear un espai al voltant de la imatge, poden involucrar a l'espectador, poden irrompre el silenci del museu i contemplar la imatge amb so. Son, al cap i a la fí, un art viu.
La col·lecció de cinema i vídeo en el museu de Louisiana no se centra en el desenvolupament formal del mitjà a través dels experiments realitzats a partir d'ell, sino en la força humana o social de les històries que explica.

## El jardí d'escultures
Als voltants dels espais tancats d'exposició hi ha un jardí d'escultures format per un terreny planer i amb un altre amb una lleugera inclinació cap a l'Øresund amb arbres grans i centenaris i unes grans vistes del mar.
Compta amb obres d'artistes de la talla de Jean Arp, Max Ernst, Max Bill, Alexander Calder, Henri Laurens, Louise Bourgeois, Joan Miró i Henry Moore. Les escultures estan ben col·locades de manera que es poden veure des de l'interior del museu, als patis destinats a escultura o de forma independent pels jardins, formant una síntesi amb la gespa, els arbres i el mar.
. Hi ha també exemples d'obres creades específicament per un dels espais d'artistes com Enzo Cucchi, Dani Karavan i George Trakas.